# Aurore (1939)
Aurore (Q192) – francuski dwukadłubowy okręt podwodny z okresu II wojny światowej, jedna z siedmiu zbudowanych jednostek typu Aurore. Okręt został zwodowany 26 lipca 1939 roku w stoczni Arsenal de Toulon w Tulonie, a w skład Marine nationale wszedł w czerwcu 1940 roku. Od zawarcia zawieszenia broni między Francją a Niemcami znajdował się pod kontrolą rządu Vichy, pełniąc służbę na Morzu Śródziemnym i Atlantyku. 27 listopada 1942 roku „Aurore” została samozatopiona w Tulonie.

## Projekt i budowa
„Aurore” zamówiona została w ramach programu rozbudowy floty francuskiej z 1934 roku. Projekt (o oznaczeniu Y3) , stworzony przez inż. Pierre’a Paoli’ego, stanowił ulepszenie 630-tonowych typów Argonaute, Diane i Orion. Różnicą w stosunku do poprzedników było zamontowanie działa pokładowego o większym kalibrze i dziewięciu wyrzutni torped jednakowego kalibru, a także powiększenie dopuszczalnej głębokości zanurzenia do 100 metrów .
„Aurore” zbudowana została w stoczni Arsenal de Toulon w Tulonie . Stępkę okrętu położono w grudniu 1935 roku , a zwodowany został 26 lipca 1939 roku.

## Dane taktyczno-techniczne
„Aurore” była średniej wielkości okrętem podwodnym o konstrukcji dwukadłubowej. Długość całkowita wynosiła 73,5 metra (71,8 metra między pionami), szerokość 6,5 metra i zanurzenie 4,2 metra . Wyporność normalna w położeniu nawodnym wynosiła 893 tony, a w zanurzeniu 1170 ton. Okręt napędzany był na powierzchni przez dwa silniki wysokoprężne Schneider o łącznej mocy 3000 KM. Napęd podwodny zapewniały dwa silniki elektryczne o łącznej mocy 1400 KM. Dwuśrubowy układ napędowy pozwalał osiągnąć prędkość 14,5 węzła na powierzchni i 9 węzłów w zanurzeniu. Zasięg wynosił 5600 Mm przy prędkości 10 węzłów w położeniu nawodnym (lub 2250 Mm przy prędkości maksymalnej) oraz 85 Mm przy prędkości 5 węzłów w zanurzeniu. Zbiorniki paliwa mieściły 85 ton oleju napędowego. Dopuszczalna głębokość zanurzenia wynosiła 100 metrów .
Okręt wyposażony był w dziewięć wyrzutni torped kalibru 550 mm: cztery stałe na dziobie, dwie stałe na rufie oraz potrójny zewnętrzny obracalny aparat torpedowy . Łącznie okręt przenosił od 10 do 11 torped . Uzbrojenie artyleryjskie stanowiło umieszczone przed kioskiem działo pokładowe kalibru 100 mm M1936 L/34 oraz dwa pojedyncze wielkokalibrowe karabiny maszynowe Hotchkiss kalibru 13,2 mm L/76 . Jednostka wyposażona też była w hydrofony .
Załoga okrętu składała się z 4 oficerów oraz 40 podoficerów i marynarzy.

## Służba
W momencie wybuchu II wojny światowej okręt znajdował się w fazie wyposażania. „Aurore” weszła do służby w Marine nationale w czerwcu 1940 roku . Jednostka otrzymała numer burtowy Q192 . 22 czerwca, w dniu zawarcia zawieszenia broni między Francją a Niemcami, „Aurore” stacjonowała w Hyères . We wrześniu 1940 roku jednostka została rozbrojona w Tulonie .
W dniach 8-14 kwietnia 1941 roku jednostka – wraz z wieloma innymi francuskimi okrętami stacjonującymi w Dakarze – wzięła udział w poszukiwaniach francuskiego parowca „Fort de France” (4279 BRT), który podczas rejsu z Martyniki do Dakaru został przechwycony przez brytyjski krążownik pomocniczy HMS „Bulolo” i po obsadzeniu załogą pryzową skierowany w kierunku Gibraltaru . Statek został odnaleziony 12 kwietnia przez krążownik „Primauguet” i niszczyciel „Albatros”, po czym doprowadzony do Casablanki .
27 listopada 1942 roku, podczas ataku Niemców na Tulon, jednostka znajdowała się w głębi portu. Aby uniknąć przejęcia przez zajmujących bazę Niemców, „Aurore” została samozatopiona.